# Мейсън (окръг, Западна Вирджиния)
Вижте пояснителната страница за други значения на Мейсън.
Окръг Мейсън (на английски: Mason County) е окръг в щата Западна Вирджиния, Съединени американски щати. Площта му е 1153 km², а населението – 27 179 души (2012). Административен център е град Пойнт Плезънт.